# Esther Wenger
Esther Sabine Wenger (* 3. April 1958 in Bad Reichenhall) ist eine deutsche Fernsehregisseurin und -produzentin.

## Leben
Von 1987 bis 1997 war Wenger Produzentin und geschäftsführende Gesellschafterin der MEGAHERZ tv. In dieser Funktion zeichnete sie unter anderem für die Produktion der Sendung Dingsda verantwortlich, wobei sie die Studioregie übernahm und die teilnehmenden Kinder interviewte. Ebenfalls für den Bayerischen Rundfunk produzierte sie das Kindermagazin Zapprarapp, die Gameshow Bayern gewinnt sowie Recht so! Das Fernsehschiedsgericht.
Sie entwickelte und produzierte außerdem die Reihe Denk ich an Deutschland ….
Ab 1997 arbeitete Wenger als freischaffende Regisseurin. Sie inszenierte überwiegend Folgen etablierter TV-Serien wie Marienhof  und In aller Freundschaft. Sie führte auch Regie bei dem Fernsehfilm Ein ganz normales Paar mit Floriane Daniel und Steffen Wink in den Hauptrollen. 2012 inszenierte sie die Polizeiruf-110-Folge Raubvögel.
1999 erlangte Wenger den Doktor der Philosophie. Ihre Dissertation trägt den Titel „Wie im richtigen Fernsehen. Die Inszenierung der Geschlechter in der Fernsehfiktion.“ und beschäftigt sich mit der unterschiedlichen Darstellung von Frauen und Männern im Fernsehen.
Wenger lebt in München.

## Filmografie
- 1985–1997: Dingsda (Fernsehserie, 30 Folgen)
- 1987–1990: Zappzarap (Fernsehserie, 15 Folgen)
- 1989: Eine Hochzeitsreise (vierteilige TV-Dokumentation)
- 1991–1992: Bayern gewinnt (Fernsehserie, 28 Folgen)
- 1992–1994: Recht so - das Fernsehschiedsgericht (Fernsehserie, 18 Folgen)
- 1996: Wie im richtigen Fernsehen (Kurzfilm)
- 1997: Samara - Begegnungen an der Wolga (Dokumentarfilm)
- 1997: Denk ich an Deutschland … - Das Wispern im Berg der Dinge (TV-Dokumentarfilm)
- 1998: Denk ich an Deutschland … - Augenblick (TV-Dokumentarfilm)
- 1998–1999: Gute Zeiten, schlechte Zeiten (Fernsehserie, 20 Folgen)
- 1999: Die Schulers (Fernsehserie)
- 2000: CD-Cine Dakar 21, Run the City Race (Kurzfilm)
- 2000–2001: Marienhof (Fernsehserie, 105 Folgen)
- 2001:	Fabrixx (Fernsehserie, 6 Folgen)
- 2004: Hinter Gittern – Der Frauenknast (Fernsehserie, 4 Folgen)
- 2005: Ein ganz normales Paar (Fernsehfilm)
- 2005–2006: Fünf Sterne (Fernsehserie, 7 Folgen)
- 2006: Ein Fall für B.A.R.Z. (Fernsehserie, 3 Folgen)
- 2007: Sturm der Liebe (Fernsehserie, 8 Folgen)
- 2007: Mitten im 8en (Fernsehserie, 3 Folgen)
- 2007–2010: In aller Freundschaft  (Fernsehserie, 18 Folgen)
- 2009: Klinik am Alex (Fernsehserie, 2 Folgen)
- 2011: Der Bergdoktor (Fernsehserie, 8 Folgen)
- 2011: Die Fallers – Eine Schwarzwaldfamilie (Fernsehserie, 7 Folgen)
- 2011–2014: Familie Dr. Kleist (Fernsehserie, 9 Folgen)
- 2012: Heiter bis tödlich: Morden im Norden (Fernsehserie, 4 Folgen)
- 2012: Polizeiruf 110: Raubvögel
- 2018: Der Alte (Fernsehserie, 2 Folgen)
- 2019–2022: Die Rosenheim-Cops (Fernsehserie, 17 Folgen)
- 2022: Tatort: Das Verhör
- 2023: Tatort: Gold
- 2024: Marie fängt Feuer – Herz über Kopf
- 2024: Marie fängt Feuer – Hitzewelle

## Publikationen
- Das Dingsda-Buch. Ullstein, Frankfurt/M. 1991, ISBN 3-548-22564-0.
- Wie im richtigen Fernsehen : die Inszenierung der Geschlechter in der Fernsehfiktion. Kovač, Hamburg 2000, ISBN 3-8300-0118-5.